# بهشية كرزية الأوراق
البَهْشِيِّة الكرزية الأوراق (باللاتينية: Ilex cerasifolia) نوع نباتي يتبع جنس البهشية من الفصيلة البهشية.
موطنها البرازيل.